# Pseudepipona filipalpis
Pseudepipona filipalpis är en stekelart som först beskrevs av Henri Saussure 1853.  Pseudepipona filipalpis ingår i släktet Pseudepipona och familjen Eumenidae. Inga underarter finns listade i Catalogue of Life.